# José Leôncio da Gama
José Leôncio da Gama (Desterro, 18 de junho de 1823 — Desterro, 28 de junho de 1894) foi um político brasileiro.
Filho de Francisco da Gama Lobo e de Teodolina Amaral de Jesus.
Foi capitão da 1ª Companhia do 1º Corpo de Cavalaria do Desterro (19 de maio de 1884).
Foi deputado à Assembleia Legislativa Provincial de Santa Catarina na 15ª legislatura (1864 — 1865).